# Astrocompass mk II

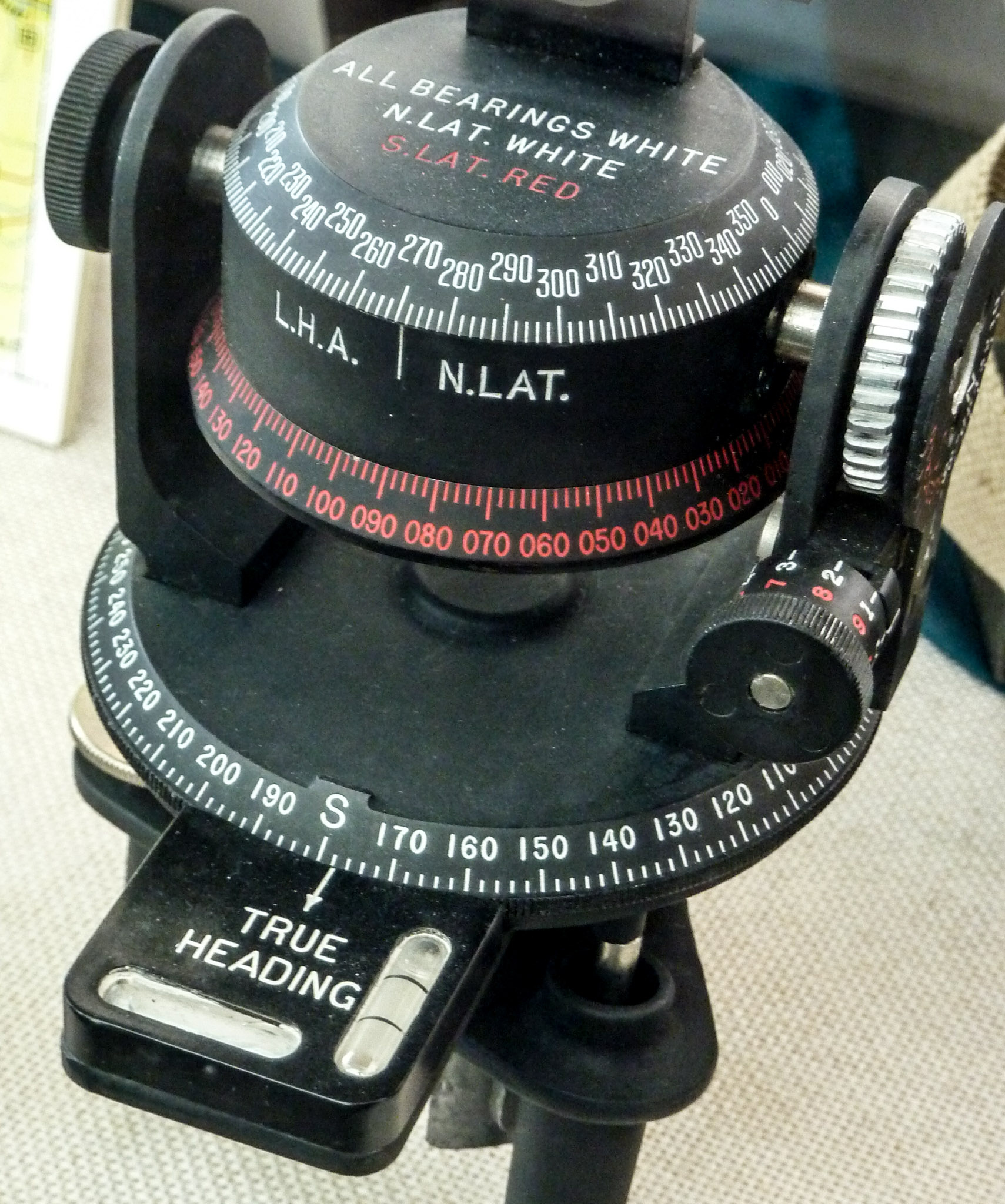
Astrocompass mk II

El  Astrocompass mk II (en inglés de astro y compass) es un modelo evolucionado de brújula solar (instrumento de navegación), que se usó para determinar la exacta dirección del norte geográfico mediante la posición de un astro, conociendo además la hora local mediante un reloj. Fue diseñado y usado por la RAF en la Segunda Guerra Mundial.
Hay ciertas circunstancias en que la brújula magnética y el girocompás no son fiables. La situación más evidente es en las regiones polares, donde la fuerza ejercida sobre la aguja de una brújula magnética es casi vertical y el girocompás se vuelve inestable debido a la rotación de la Tierra. Las brújulas magnéticas son también particularmente sensibles a los campos magnéticos, como los producidos por el casco de los barcos, por algunos vehículos de metal o por ciertos equipamientos (estructuras metálicas). Antes de la llegada de las ayudas electrónicas a la navegación (como el GPS), e incluso hoy, la manera más fiable para determinar el norte en estas circunstancias extremas era a través de la utilización del Astrocompass mk II .

## Principio de uso
El eje de rotación de la Tierra se mantiene inmóvil durante todo el año, a todos los efectos. Por tanto, conociendo la hora local y la posición geográfica (es decir la latitud y la longitud), que hay que ajustar en los limbos del instrumento, la pínula del Astrocompass mk II puede ser alineada con cualquier astro con una posición conocida y sacar una lectura muy precisa.
En su forma más básica, un Astrocompass mk II está compuesto de una placa base marcada con 360 divisiones, con un mecanismo conocido como tambor ecuatorial. Este tambor tiene un conjunto ajustable con una pínula y una escala de declinación. Las versiones más avanzadas pueden tener incorporado un cronómetro o la configuración por defecto para un astro, como el Sol.
Para utilizar el Astrocompass mk II, primero hay que nivelar la placa base con el horizonte y luego apuntar aproximadamente donde el usuario cree que está el norte. Hay que inclinar entonces el tambor ecuatorial en relación con la base de acuerdo con la latitud local. Se ajusta la alidada de acuerdo con el ángulo horario local y la declinación del cuerpo astronómico que se está utilizando. Una vez se han hecho todos estos ajustes, basta simplemente con hacer girar el Astrocompass mk II sobre su eje hasta que el cuerpo astronómico sea visible a través de la pínula o el visor; entonces se puede leer el rumbosobre las divisiones del limbo de la placa base.
Para poder seguir este procedimiento, un Astrocompass mk II exige a sus usuarios estar en posesión de un almanaque náutico o unas tablas astronómicas similares; esa es una de sus desventajas.

## Usos históricos
La brújula solar sólo comenzó a ser útil después de la invención del cronómetro náutico, sin el cual es casi inútil para la navegación. Incluso entonces, tuvo un uso limitado, comparado primero con el compás magnético y, finalmente con el girocompás, que son preferidos en casi todos los casos.
La exploración polar fue uno de los campos en que el Astrocompass mk II aventajó a las demás brújulas, por las razones descritas más arriba. También han sido utilizados históricamente en otros climas para calibrar otros tipos de brújula: fueron de utilidad, por ejemplo, en la Campaña del norte de África durante la Segunda Guerra Mundial.
El GPS y otras formas similares de navegación electrónica han hecho que el Astrocompass mk II haya quedado funcionalmente obsoleto en cualquier lugar, excepto:
- Para calibrar brújulas, tanto magnéticas como giroscópicas.
- Para las zonas muy cerca de los polos, donde la cobertura del GPS no está disponible y no hay actualmente ayudas electrónicas a la navegación.

## Funcionamiento
El funcionamiento es el siguiente:
1. Obtener la hora local (por medio de un reloj)
2. Ajustar la latitud
3. Ajustar (en la alidada) el LHA del astro para este día obtenida mediante tablas o un programa de ordenador
4. Apuntar la pínula hacia el astro (Sol o Luna)
5. Lectura del rumbo en el limbo graduado